# Принс, Тайрон
Тайрон Принс (англ. Tyrone Prince; 12 марта 1968) — футболист, выступавший за сборную Сент-Винсента и Гренадин. Участник Золотого кубка КОНКАКАФ 1996.

## Карьера в сборной
Принс являлся игроком сборной Сент-Винсента и Гренадин по крайней мере с 1992 года, когда в составе сборной принимал участие в отборочном турнире чемпионата мира 1994. В 1995 году был участником Карибского кубка, где отметился двумя забитыми голами и сыграл в финальном матче против сборной Тринидада и Тобаго (0:5). В 1996 году Принс был включён в заявку сборной на Золотой кубок КОНКАКАФ 1996. На турнире он принял участие во втором матче группового этапа против Гватемалы (0:3) и занял с командой последнее место в группе. 
Информация о выступлении за сборную в период с 1997 по 2003 год отсутствует, однако в 2004 году он принимал активное участие в отборочных матчах чемпионата мира 2006 и Карибского кубка 2005, а последний матч за сборную провёл 9 января 2005 года против Тринидада и Тобаго.